# Vivenciolo de Lyon
San Vivenciolo de Lyon ( en francés Saint Viventiole) (460 – 12 de julio de 524) fue el arzobispo de Lyon (antiguamente Lugdunum), desde 514. Posteriormente canonizado, su festividad se celebra el 12 de julio.

## Biografía
Lo poco que conocemos de Vivenciolo de Lyon es gracias a Avito. Vivenciolo de Lyon, era monje en el monasterio de Saint Oyand en el Jura, la actual Saint-Clau. Avito resaltaba mucho en Vivenciolo sus grandes dotes espirituales y por su gran reputación en la ciencia. Posteriormente a la muerte de su abad Eugendo fue elegido como Obispo de Lyon. Siendo Obispo de esta ciudad solamente nos han llegado dos cartas suyas. Una de las cartas es una invitación a los obispos de la provincia al Concilio de Eapon. Cabe destacar que en este Concilio de Epaon, tuvo un papel muy importante. La segunda carta fue enviada a Avito de Vienne, haciendo una invitación a participar en la fiesta de San Justo. Ambas cartas están escritas en un elegante y refinado latín, muy cercano al estilo de Avito y de su círculo de amigos. Se conserva su carta de convocatoria, pero se han perdido sus otros escritos. Un epitafio encontrado en el siglo XIV en la Iglesia de Saint-Nizer nos dice que el día de su muerte es el 12 de julio, y este también el día de su fiesta.
Fue hijo de Aquilino (ca. 430 - ca. 470), noble de Lyon, fue compañero de Sidonio Apolinar. Fue promovido al episcopado cuando enseñaba en la escuela monástica de San Eugendio, y animó a clérigos y laicos a estar presentes en el Concilio de Pau, para que el pueblo conociese mejor lo que los pontífices establecían (c. 523). Fue hermano de San Rústico, obispo de Lyon.